# Хаити на Светском првенству у атлетици на отвореном 2011.
Хаити је учествовао на 13. Светском првенству у атлетици на отвореном 2011. одржаном у Тегу од 27. августа до 4. септембра дванести пут. Репрезентацију Хаитија представљала су 3 атлетичара  који се такмичили у 3 дисциплине.,
На овом првенству Хаити није освојило ниједну медаљу, нити је постигнут неки рекорд.

## Учесници
Мушкарци:
- Руди Монроз — 200 м
- Моиз Џосеф — 800 м
- Самир Лејн — Троскок

## Резултати

### Мушкарци
| Атлетичар   | Дисциплина | Лични рекорд | Квалификације | Квалификације | Полуфинале            | Полуфинале            | Финале                | Финале       | Детаљи |
| Атлетичар   | Дисциплина | Лични рекорд | Резултат      | Место         | Резултат              | Место                 | Резултат              | Место        | Детаљи |
| ----------- | ---------- | ------------ | ------------- | ------------- | --------------------- | --------------------- | --------------------- | ------------ | ------ |
| Руди Монроз | 200 м      | 20,69 НР     | 22,18         | 8. у гр. 1    | Нису се квалификовали | Нису се квалификовали | Нису се квалификовали | 51 / 53 (54) |        |
| Моиз Џосеф  | 800 м      | 1:45,74 НР   | 1:48,17       | 6. у гр. 1    | Нису се квалификовали | Нису се квалификовали | Нису се квалификовали | 28 / 43 (44) |        |
| Самир Лејн  | троскок    | 17,39 НР     | 16,38         | 10. у гр. А   |                       |                       | Није се квалификовао  | 11 / 26 (31) |        |